# Diana Nyad
Diana Nyad  /ˈnaɪˌæd/ (antes Sneed; Nueva York, 22 de agosto de 1949) es una autora, periodista, conferenciante motivacional y nadadora de larga distancia estadounidense. Nyad atrajo la atención nacional en 1975 cuando nadó alrededor de Manhattan (28 millas o 45 km) en tiempo récord, y en 1979 cuando nadó desde Bimini, Las Bahamas, hasta Juno Beach, Florida (102 millas o 164 km).
En 2013, en su quinto intento y a los 64 años, nadó desde La Habana, Cuba, hasta Key West, Florida, un viaje de 110 millas, completando supuestamente la tercera travesía conocida de natación del estrecho de Florida después de Walter Poenisch en 1978 y Susie Maroney en 1997. Ambos esfuerzos anteriores involucraron una jaula de tiburones y, en el caso de Poenisch, aletas y varios descansos cortos en su barco de escolta. Nyad usó un traje protector contra las medusas, buzos de tiburones y dispositivos electrónicos repelentes de tiburones. Su travesía de Cuba a Florida fue negada por falta de ratificación debido a documentación incompleta, informes conflictivos de la tripulación y reglas de una organización que no existía en el momento del nado. Guinness World Records revocó el logro de Nyad.
Su nado de 2013 y su asociación con Bonnie Stoll fueron dramatizados en la película Nyad de 2023.

## Infancia y educación
Nyad nació en la ciudad de Nueva York el 22 de agosto de 1949, hija de Lucy Winslow Curtis (1925–2007) y el corredor de bolsa William L. Sneed Jr. Su madre era bisnieta de Charlotte N. Winslow, la inventora del Jarabe Calmante de la Sra. Winslow, un popular medicamento a base de morfina para los niños durante la dentición que se fabricó desde 1849 hasta la década de 1930. También es sobrina bisnieta de la activista de los derechos de las mujeres Laura Curtis Bullard.
Los Sneed se divorciaron en 1952, después de lo cual Lucy Sneed se casó con un hombre conocido como Aristóteles Z. Nyad, que más tarde se reveló que era Aris Notaras, una persona con múltiples alias. Notaras, que tenía una historia complicada relacionada con problemas legales y una condena por contrabando, adoptó a Diana después del matrimonio. La familia se trasladó a Fort Lauderdale, Florida, donde ella comenzó a nadar seriamente en séptimo grado.
Fue inscrita en la escuela privada Pine Crest School a mediados de la década de 1960, nadando bajo la tutela del entrenador olímpico y miembro del Salón de la Fama Jack Nelson, quien, según ha dicho, la acosó sexualmente desde los 14 años y continuó hasta que se graduó de la escuela secundaria. Ganó tres campeonatos estatales de Florida en la espalda en 100 yardas. Soñaba con nadar en los Juegos Olímpicos de México 1968, pero en 1966 pasó tres meses en la cama con endocarditis, una infección del corazón, y cuando comenzó a nadar nuevamente había perdido velocidad.
Después de graduarse de la escuela Pine Crest en 1967, ingresó a la Universidad de Emory, pero fue expulsada por saltar desde una ventana del cuarto piso de un dormitorio usando un paracaídas. Luego se matriculó en el Lake Forest College en Illinois, donde reanudó la natación, concentrándose en eventos de distancia. Pronto llamó la atención de Buck Dawson, director del Salón Internacional de la Fama de la Natación en Florida, quien la presentó a la natación de maratón. Comenzó a entrenar en su Camp Ak-O-Mak en Magnetawan, Ontario y estableció un récord de carrera femenino de 4 horas y 22 minutos en su primera competencia, una natación de 10 millas (16 km) en el lago Ontario en julio de 1970, terminando en décimo lugar en general. Después de graduarse del Lake Forest College en 1973 con una licenciatura en Inglés y Francés, Nyad se matriculó en un programa de doctorado en Literatura Comparada en la Universidad de Nueva York en 1973 y también siguió su carrera de natación de maratón.

## Carrera
Nyad ha escrito cuatro libros: Otros Mares (1978) sobre su vida y natación de larga distancia, Entrenamiento Básico para Mujeres (1981), Jefa de Mí: La Historia de Keyshawn Johnson (1999) sobre el receptor abierto de la NFL Keyshawn Johnson, y Encuentra una Manera (2015). También ha escrito para The New York Times, "All Things Considered" de NPR, Newsweek y otras publicaciones. Nyad y la exjugadora profesional de racquetball Bonnie Stoll formaron una empresa llamada BravaBody que tiene como objetivo proporcionar consejos de ejercicio en línea para mujeres mayores de 40 años.
Nyad fue presentadora del programa de radio público "The Savvy Traveler". Además, fue objeto de un cortometraje "Diana" del canal digital WIGS en 2012. A partir de 2006, fue colaboradora (de larga data) del programa de noticias vespertino de National Public Radio, "All Things Considered" (apareciendo los jueves), así como comentarista de "negocios del deporte" para el programa de noticias empresariales de American Public Media, Marketplace. También fue colaboradora habitual del programa de televisión de noticias de CBS, Sunday Morning.
Un análisis de la capacidad de Nyad para disociarse durante sus nados de maratón fue cubierto por James W. Pipkin.
La película documental The Other Shore se estrenó a principios de 2013, algunos meses antes del primer nado exitoso de Nyad de Cuba a Florida. En su autobiografía de 1978, Nyad describió la natación de maratón como una batalla por la supervivencia contra un brutal adversario, el mar, y la única victoria posible es "tocar la otra orilla".

## Squash
Nyad participó en el Campeonato Mundial Femenino de Squash de 1979, donde perdió en la primera ronda ante la jugadora sueca Katarina Due-Boje. Ese mismo año, fue parte del equipo nacional de Estados Unidos en los Campeonatos Mundiales por Equipos. Terminaron en sexto lugar, sin ganar ningún partido.

## Natación de larga distancia en la década de 1970
Durante dos días en 1979, Nyad nadó desde Bimini hasta Florida, estableciendo un récord de distancia para nadar sin parar y sin traje de neopreno. En 1975 rompió el récord de 45 años alrededor de la Isla de Manhattan (7 horas, 57 minutos).
- 1974: En junio de 1974, Nyad estableció un récord femenino de 8 horas y 11 minutos en la carrera de 22 millas (35 km) en el Golfo de Nápoles.
- 1975: A los 26 años, Nyad nadó 28 millas (45 km) alrededor de la isla de Manhattan (Nueva York) en poco menos de 8 horas (7 horas y 57 minutos).Un relato de su nado, publicado al día siguiente, indicaba que Nyad medía 5 pies 6 pulgadas (1,68 m) de altura y pesaba 128 libras (58 kg).[32]
- 1978: A los 28 años, intentó por primera vez nadar desde La Habana, Cuba, hasta Key West, un año después de que se levantaran las restricciones de viaje de la era Kennedy. Al sumergirse en el océano a las 2 p. m. del domingo 13 de agosto desde la playa de Ortegosa (50 millas; 80 km al oeste de La Habana), nadó dentro de una jaula de tiburones de acero de 20 por 40 pies (6,1 m × 12,2 m) durante casi 42 horas, luego los médicos del equipo la retiraron durante la mañana del martes 15 de agosto debido a fuertes vientos del este y oleaje de 8 pies (2,4 m) que la golpeaban contra la jaula y la desviaban hacia Texas. Había recorrido aproximadamente 76 millas (122 km), pero no en línea recta.
- 1979: En su 30 cumpleaños (21-22 de agosto de 1979), en lo que sería su último nado "competitivo", estableció un récord mundial de natación de distancia (tanto para hombres como para mujeres) sobre aguas abiertas al nadar 102 millas (164 km) desde la isla de North Bimini, Bahamas, hasta Juno Beach, Florida (sin el uso de una jaula de tiburones protectora). Gracias a vientos favorables y un mar en calma, promedió 3,7 millas por hora (6,0 kilómetros por hora) y completó el nado en 27 horas y media.[33]

Varios expertos que asistieron a la Conferencia Mundial de Natación en Aguas Abiertas de 2011 en la Ciudad de Nueva York, del 17 al 19 de junio de 2011, expresaron su firme creencia de que Nyad tenía tanto la capacidad física como la resistencia mental necesarias para completar el nado de Cuba a Florida.

## Preparativos

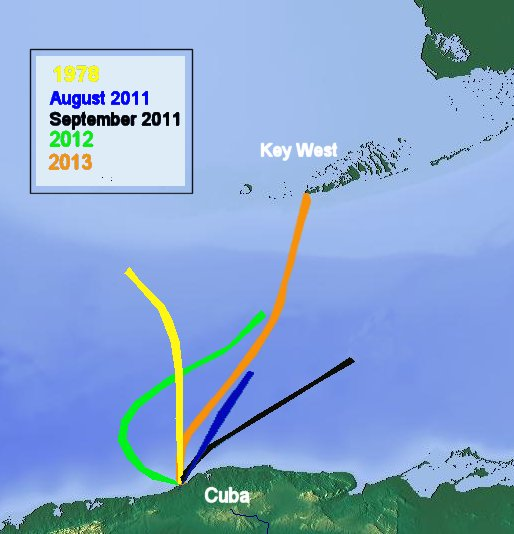
Rutas de nado de La Habana a Key West de Nyad desde 1978

### Intentos de natación de Cuba a Florida en 2011-2013
A principios de enero de 2010, Nyad comenzó a entrenar para un intento de nado desde Cuba hasta Florida durante el verano, una distancia de más de 110 millas (180 km), equivalente a cinco travesías del Canal de la Mancha a través del Estrecho de Dover. Estableció su residencia en la isla caribeña de St. Maarten desde enero hasta junio, donde realizaba nados de 8, 10, 12 y 14 horas cada dos semanas. Luego trasladó su entrenamiento a Key West y, mientras esperaba condiciones climáticas favorables, emprendió un nado de 24 horas. El 10 de julio, reservó un barco pesquero de 35 pies para llevarla 40 millas mar adentro. A las 8:19 a. m., saltó al agua y comenzó a nadar de regreso hacia Key West, con el barco siguiéndola. A las 8:19 a. m. del día siguiente, sus ayudantes la ayudaron a subir a bordo, aún a unas 10 millas (16 km) de la costa: ella dijo que se sentía "cansada y deshidratada", pero aún "fuerte" y "capaz de nadar otras 20 horas fácilmente sin ningún problema".
El 10 de julio de 2010, a la edad de 60 años, comenzó su entrenamiento en aguas abiertas en preparación para un nado de 60 horas y 103 millas (166 km) desde Cuba hasta Florida, una tarea que no había logrado realizar treinta años antes. Cuando le preguntaron sobre su motivación, respondió: "Porque me gustaría demostrar a los otros de 60 años que nunca es demasiado tarde para comenzar tus sueños". Estaba programada para hacer el nado en agosto/septiembre de 2010, pero el mal tiempo la obligó a cancelarlo; lo reprogramó para julio de 2011. En una entrevista del 15 de octubre de 2010 con CNN, Nyad dijo que estaba entrenada y lista para nadar el 23 de julio, pero un récord de vientos fuertes y la disminución de las temperaturas del agua le impidieron intentarlo.
Mientras entrenaba en St. Maarten, concedió una entrevista que fue publicada el 25 de marzo de 2011 por la agencia de noticias en línea de la isla, The Daily Herald, comentando que "Es una operación grande, como una expedición. Tenemos alrededor de 25 personas, navegantes, gerentes, tripulación de barco, expertos en pronósticos del tiempo, personal médico, expertos en tiburones, lo que sea necesario. Ese también es el momento en que el agua comienza a estar más caliente. Necesito el océano lo más caliente posible. Tan pronto como tengamos el pronóstico adecuado, partiremos hacia La Habana. Probablemente no sabremos el punto exacto de partida hasta la noche anterior. Y no sabemos exactamente dónde será el desembarco... Me encantaría terminar en Key West, pero dependerá de la trayectoria de la Corriente del Golfo". Nyad estimó que el costo de su "expedición" rondaba los $500,000.
Nyad trasladó su lugar de entrenamiento desde la isla caribeña de St. Maarten a Key West, Florida, en junio de 2011. Fue acompañada por miembros clave de su equipo de apoyo el 28 de junio, para esperar condiciones meteorológicas ideales que típicamente ocurren solo durante la calma veraniega en julio y agosto. Para que la travesía maratón fuera factible, dos condiciones meteorológicas principales necesitaban coincidir al mismo tiempo: una combinación de vientos bajos a ligeros (para minimizar el oleaje del mar) y temperaturas del agua en los altos 80 °F (altos 20s/bajos 30s °C). Estas temperaturas del agua relativamente "altas" presentan un doble desafío: en la primera mitad de su nado, el agua caliente deshidratará su cuerpo, mientras que en la segunda mitad, su temperatura corporal disminuirá y enfrentará la posibilidad de hipotermia. Nyad había aumentado su masa física a alrededor de 150 libras/70 kg (15 libras/7 kg más de lo que pesaba en 2010) para ayudar a contrarrestar la pérdida de masa corporal durante su agotador nado.Nyad fue escoltada por un remero en un kayak equipado con un repelente electrónico de tiburones conocido como Shark Shield.
Para mantener a Nyad nadando en línea recta, su barco de apoyo, diseñado especialmente y de movimiento lento, desplegó un banderín de 10 pies (3,0 m): un largo poste mantiene el banderín a varios metros de distancia del barco, y el banderín está diseñado para permanecer aproximadamente a 5 pies bajo el agua, para que Nyad pueda nadar por encima de él, de manera similar a seguir una línea de carril en una piscina. Por la noche, el banderín blanco fue reemplazado por una cadena de luces LED rojas. Escribiendo en su blog en julio de 2011, Nyad afirmó que el desarrollo del banderín guía sumergido, a principios del verano de 2011, puede ser la mayor ayuda para su travesía maratón. En todos sus nadados anteriores, tuvo problemas para mantener el barco de apoyo a la vista y era propensa a desviarse del curso. Mantener un barco en línea recta, en el océano, mientras se mueve a solo 1 a 2 nudos, es muy difícil, y su catamarán está equipado con propulsores y un ancla especial para el mar (en caso de mares agitados) para estabilizar su rumbo.

### Segundo intento
Treinta y tres años después de su primer intento en 1978, Nyad volvió a ingresar al agua en La Habana el 7 de agosto de 2011, a las 7:45 p. m., con un equipo de noticias de CNN a bordo de su barco de apoyo para proporcionar cobertura en vivo de su nado, que involucraba "Escudos de Tiburón" electrónicos pero sin jaula de tiburones. Nyad detuvo su intento temprano en la mañana del 9 de agosto a las 12:45 a. m. después de 29 horas en el agua, después de encontrarse con fuertes corrientes y vientos que la empujaron varias millas fuera de rumbo hacia el este. Nyad también dijo que había estado sufriendo dolor de hombro desde la tercera hora en el agua, pero lo que la hizo abandonar el esfuerzo fue un brote de su asma, de modo que, durante la última hora, solo podía nadar unos pocos golpes antes de tener que rodar repetidamente boca arriba para recuperar el aliento.

### Tercer intento

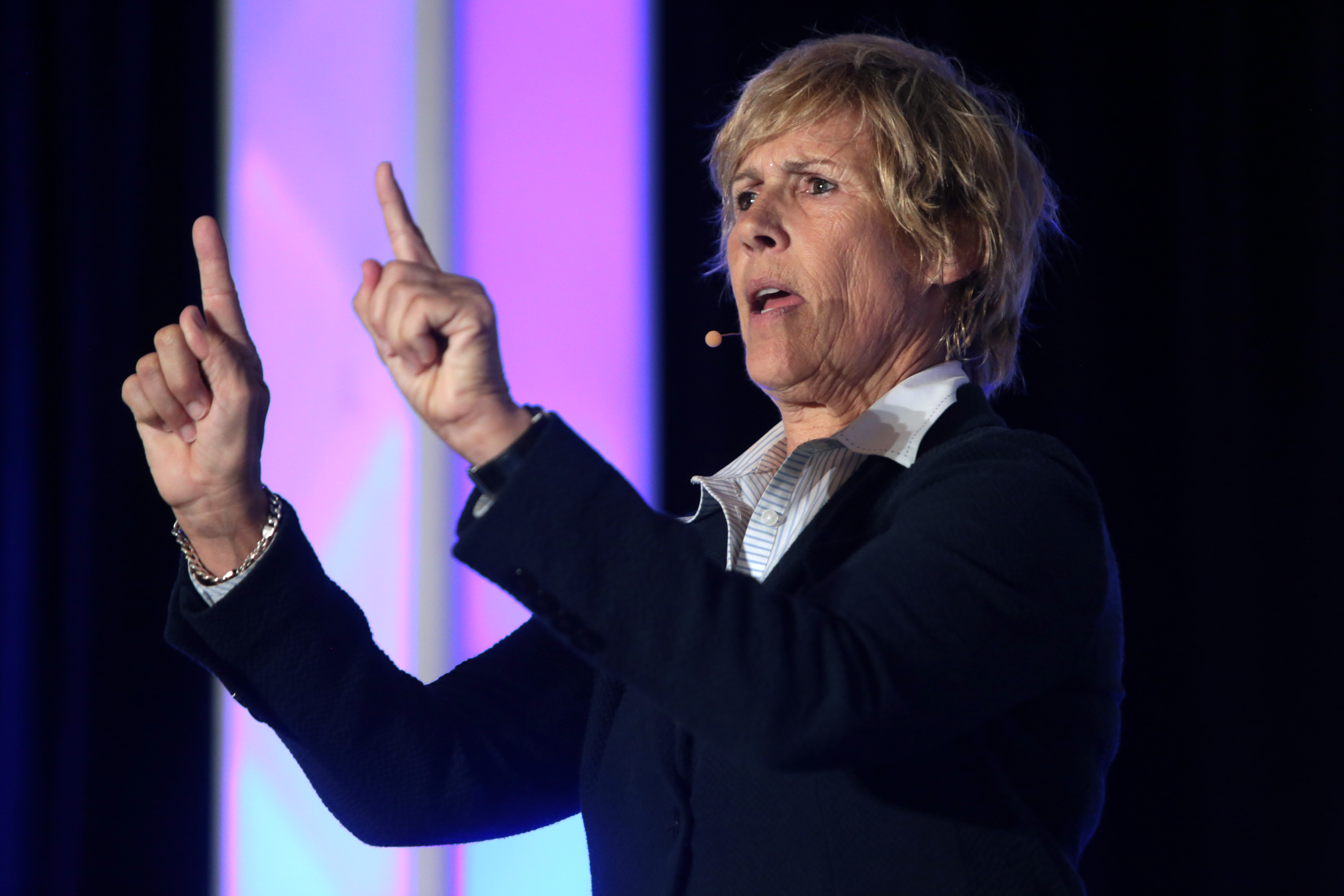
Durante una charla TED

El 23 de septiembre de 2011, Nyad comenzó un tercer intento de nadar desde Cuba hasta Florida, nuevamente sin una jaula de tiburones, pero se detuvo después de 41 horas, aproximadamente 67 millas náuticas (124 km) a través del pasaje de 103 millas náuticas (191 km), debido a picaduras de medusas y carabelas portuguesas y después de que las corrientes la empujaron fuera de curso. La charla TED de Nyad en octubre de 2011 describió cómo las picaduras de medusas de caja en su antebrazo y cuello causaron dificultad respiratoria que eventualmente provocó el fin del nado.

### Cuarto intento
El 18 de agosto de 2012, Nyad comenzó su cuarto intento, sin una jaula de tiburones protectora. Nyad y su equipo terminaron el nado a las 12:55 a. m. del 21 de agosto de 2012, supuestamente debido a dos tormentas y nueve picaduras de medusas, después de haber cubierto más distancia que en sus tres intentos anteriores.

### Quinto intento
En la mañana del 31 de agosto de 2013, Nyad comenzó su quinta tentativa de nadar desde La Habana, Cuba, hasta Florida, una distancia de aproximadamente 110 millas (180 km), acompañada por un equipo de apoyo de 35 personas, nadando sin una jaula de tiburones pero protegida de las medusas por una máscara de silicona, un traje de cuerpo completo, guantes y botines. También fue acompañada por embarcaciones que utilizaban dispositivos electrónicos disuasorios 'Shark Shield' y, a veces, por buzos de tiburones. Aproximadamente a la 1:55 p. m. EDT del 2 de septiembre de 2013, Nyad llegó a la playa en Key West, unas 53 horas después de comenzar su viaje.
Si bien algunos escépticos, incluidos nadadores de maratón experimentados, no cuestionaron directamente la autenticidad de su historia, solicitaron el historial GPS del nado, las corrientes superficiales, el clima y los datos de alimentación y consumo de líquidos de Nyad. Los datos GPS del nado publicados fueron analizados y graficados el 8 de septiembre por The New York Times. Después de la respuesta de Nyad a las preguntas el 10 de septiembre y su publicación de datos de ruta y notas de su navegante y dos observadores, un profesor de oceanografía de la Universidad de Miami, Tamay Ozgokmen, confirmó la declaración del navegante de que las favorables corrientes del Golfo explicaban la aparentemente increíble velocidad total de Nyad durante ciertas partes del nado. El 10 de septiembre de 2013, Nyad apareció en The Ellen DeGeneres Show explicando que mientras nada recuerda libros de Stephen Hawking, canta, cuenta números y tiene alucinaciones vívidas de El mago de Oz y el camino de baldosas amarillas. El 12 de septiembre de 2013, Nyad dijo: "Nadamos limpio y claro a través de eso". El editor público de The New York Times observó el 19 de septiembre que el enfoque había cambiado de preguntas serias sobre posiblemente descansar a bordo de un barco, a problemas más técnicos relacionados con si los miembros de su equipo al tocarla y al usar un traje protector, hicieron que el nado fuera "asistido". Nyad ha expresado su creencia de que usar el traje de protección contra las medusas fue una medida de vida o muerte que para ella superó las tradiciones del deporte.
Su travesía de Cuba a Florida nunca ha sido ratificada formalmente debido a la falta de observadores independientes y registros incompletos. El Libro Guinness de los Récords Mundiales revocó el logro de Nyad. En 2022, la Asociación Mundial de Natación en Aguas Abiertas emitió un informe exhaustivo, actualizado en 2023, recopilando una gran cantidad de información disponible que detalla la travesía de Nyad en 2013. En septiembre de 2023, la Asociación Mundial de Natación en Aguas Abiertas (WOWSA) renovó una investigación sobre su nado de 2013 y una vez más se negó a certificar el nado. Esta investigación adicional encontró documentos que afirmaban que el nado se completó de acuerdo con las reglas y procedimientos establecidos por la Asociación de Natación en Aguas Abiertas del Estrecho de Florida (FSOWSA) que no existía en el momento del nado. Además, los registros de observadores para el nado estaban incompletos, con más de 9 horas del período crítico durante la noche sin documentar, y había cuentas contradictorias de los miembros de la tripulación sobre los eventos que ocurrieron durante estas horas.

## Apariciones en programas de televisión

### Actuaciones en "Dancing with the Stars"
El 4 de marzo de 2014, Nyad fue anunciada como una de las celebridades que competirían en la 18.ª temporada de "Dancing with the Stars", en la que quedó en último lugar. Fue pareja del bailarín profesional Henry Byalikov.
| Semana # | baile/canción                  | puntuación de los jueces | puntuación de los jueces | puntuación de los jueces | Resultado       |
| Semana # | baile/canción                  | Inaba                    | Buen hombre              | tonioli                  | Resultado       |
| -------- | ------------------------------ | ------------------------ | ------------------------ | ------------------------ | --------------- |
| 1        | Foxtrot / "Más allá del mar"   | 6                        | 6                        | 6                        | Sin eliminación |
| 2        | Cha-cha-cha / "Mueve tus pies" | no se ha dado puntuación | no se ha dado puntuación | no se ha dado puntuación | Eliminado       |

### Otras apariciones en los medios
En 1989, Nyad fue corresponsal invitada en un episodio de "Misterios sin resolver" sobre Alcatraz. Participó en un segmento que detallaba recreaciones reales en la vida actual de tanto kayakistas como un nadador que intentaban atravesar la Bahía de San Francisco.
Nyad apareció en el video musical de Macy Gray para la canción "Bang, Bang" en 2014.
También en 2014, Nyad actuó en su espectáculo en solitario (que también había escrito) llamado "ADELANTE: La historia de Diana Nyad", que se estrenó ese año en el Teatro NoHo Arts Centre de Los Ángeles, dirigido por Josh Ravetch.

## Controversias

### Investigaciones sobre natación 2013
El cruce de Nyad de Cuba a Florida nunca ha sido ratificado formalmente debido a la falta de observadores independientes y registros incompletos. El Libro Guinness de los Récords revocó el logro de Nyad. Nyad respondió diciendo: "Tal vez tenía demasiada arrogancia, como, 'No necesito demostrarle esto a nadie. Es culpa mía".
En septiembre de 2023, la Asociación Mundial de Natación en Aguas Abiertas renovó una investigación sobre su nado de 2013 y nuevamente se negó a certificar el nado. "Esta decisión surge a la luz de la reciente atención de los medios debido a la adaptación cinematográfica de las memorias de Diana Nyad y las consultas posteriores sobre la ratificación oficial de la natación."

### Alegaciones de embellecimiento
El nadador de maratón retirado Daniel Slosberg acusó a Nyad de tener una larga historia de embellecer sus logros, generalmente de manera egoísta. En 2023, ella respondió admitiendo a Los Angeles Times : "¿Me da vergüenza haber inflado mi propio récord cuando mi récord es bastante bueno por sí solo? Sí, me da vergüenza".

## Vida personal
Nyad ha dicho que superar el abuso sexual que sufrió en su infancia fue un factor en su determinación mientras nadaba, y ha hablado públicamente sobre este tema.
Del 8 al 10 de octubre de 2013, Nyad participó en "Swim for Relief" al realizar un nadado continuo de 48 horas en Herald Square de la ciudad de Nueva York en una piscina especialmente construida de 120 pies de largo y dos carriles. Se recaudaron $105,001.00 para AmeriCares en beneficio de las víctimas del huracán Sandy.

## Reconocimientos
Nyad fue incluida en el Salón de la Fama Nacional del Deporte Femenino de los Estados Unidos en 1986. También es homenajeada del Salón de la Fama Internacional de la Natación en Aguas Abiertas (1978) y receptora del Premio de Medios Al Schoenfield del ISHOF (2002). Es miembro del Salón de la Fama de su alma mater, el Lake Forest College en Illinois, y de la Pine Crest School en Fort Lauderdale.
2014
- Nyad recibió el primer premio ESPN Sports Science Newton Award por Logro Nuevo Sobresaliente.[75]
- Nyad fue galardonada con el premio Atleta del Año del Consejo de Deportes de Los Ángeles.[76]
- Fue incluida en el Salón de la Fama Nacional del Deporte Gay y Lésbico.[77]
- Nyad recibió el premio Jack LaLanne.[78][79]
- Recibió la Orden al Mérito Deportivo de Cuba.[80]
- Se develó una placa de bronce en honor a Nyad en un muro de concreto en la playa de Smathers, donde finalizó su exitada travesía de Cuba a Florida.[81]
- Nyad fue nombrada una de las Aventureras del Año de National Geographic.[61]

2015
- Nyad fue destacada en la revista Marie Claire en "Los 8 Momentos Más Grandes para las Mujeres en el Deporte".[82]
- El capítulo 30 del libro "The Right Side of History: 100 Years of LGBTQ Activism", escrito por Rita Mae Brown, fue dedicado a Nyad.[83]

## En la cultura popular
Annette Bening interpretó a Nyad en la película "Nyad" del 2023, dirigida por Elizabeth Chai Vasarhelyi y Jimmy Chin. Cuando se cuestionó sobre la precisión y la controversia del exitoso quinto intento, Vasarhelyi respondió: "Nuestra película no se trata de un récord [...] Se trata de cómo una mujer se despertó a los 60 años y se dio cuenta de que no había terminado, aunque el mundo pudiera haber terminado con ella". Bening fue nominada al Premio de la Academia a la Mejor Actriz por su interpretación de Nyad.